# John David Briggs
John David Briggs (ur. 23 kwietnia 1950 w Woodside, zm. 28 sierpnia 1996 w Monterey) – amerykański kierowca wyścigowy.

## Biografia
Ściganie rozpoczął dzięki wsparciu finansowemu matki, która była właścicielką Hotelu Tropicana w Las Vegas. W 1975 roku zadebiutował w Formule 5000 oraz serii Can-Am, w której na koniec sezonu zajął czwarte miejsce. Rok później rozpoczął starty w Formule Atlantic. W sezonie 1977 ponownie był czwarty w Can-Am. W 1978 roku startował Lolą i Chevronem w takich seriach, jak Brytyjska Formuła 1, Temporada Argentina, Rothmans International Series i Europejska Formuła 2. W 1981 roku uczestniczył w Grand Prix Makau, jednak zawodów nie ukończył. W sezonie 1982 był piąty w Formule Atlantic, a rok później czwarty w Północnoamerykańskiej Formule Mondial. Następnie, do 1985 roku, uczestniczył w wyścigach zachodniej edycji Formuły Atlantic. Zmarł na białaczkę.